# Холм (Ясси)
Холм (рум. Holm) — село у повіті Ясси в Румунії. Адміністративно підпорядковане місту Поду-Ілоаєй.
Село розташоване на відстані 322 км на північ від Бухареста, 22 км на захід від Ясс.

## Населення
За даними перепису населення 2002 року у селі проживали 265 осіб.
Національний склад населення села:
| Національність | Кількість осіб | Відсоток |
| -------------- | -------------- | -------- |
| румуни         | 258            | 97,4%    |
| цигани         | 7              | 2,6%     |

Рідною мовою назвали:
| Мова      | Кількість осіб | Відсоток |
| --------- | -------------- | -------- |
| румунська | 258            | 97,4%    |
| циганська | 7              | 2,6%     |